# نیروگاه گنو
نیروگاه سیکل ترکیبی گِنُو، واقع در استان هرمزگان، ۲۵ کیلومتری شمال بندرعباس، در منطقه حفاظت شده گنو واقع در منطقه هرمودر، یکی از نیروگاه‌های ایران از نوع سیکل ترکیبی با ظرفیت تولید ۹۶۸ مگاوات است که شامل ۴ واحد گازی ۱۶۲ مگاواتی و ۲ واحد بخار ۱۶۰ مگاواتی است. بخش گازی این نیروگاه در سال ۱۳۹۴ به بهره‌برداری رسید.
سوخت اصلی این نیروگاه گاز طبیعی است که از ایستگاه گاز ۲۰۰ هزار مترمکعبی تأمین می‌شود و سوخت پشتیبان نفت گاز (گازوئیل) است که در ۵ مخزن هریک به ظرفیت ۲۰ میلیون لیتر ذخیره‌سازی می‌شود.

## روزشمار ساخت و هزینه نیروگاه
عملیات اجرایی نیروگاه گنو از سال ۱۳۹۱ شروع شد. قرار است فاز اول گازی که شامل دو واحد به ظرفیت ۳۲۴ مگاوات است تابستان ۱۳۹۳ و شش ماه بعد از آن دو واحد دیگر به بهره‌برداری برسد. واحدهای سوم و چهارم و واحدهای بخار تا آخر سال ۱۳۹۳ به بهره‌برداری می‌رسند.
برای ساخت این نیروگاه تاکنون حدود ۱۶۰ میلیارد تومان هزینه شده که و برای اتمام آن نیز باید ۷۰ میلیارد تومان دیگر هزینه شود.